# La cocina española antigua
La cocina española antigua es un libro de cocina escrito por la autora Emilia Pardo Bazán. Publicado en 1913, forma parte del proyecto editorial Biblioteca de la Mujer que la autora dirigía con el objetivo de la difusión entre el público femenino de las ideas progresistas relacionadas con los derechos de las mujeres. El libro habla sobre la gastronomía española y sobre usos y costumbres relacionados con ella.
La obra fue continuada por La cocina española moderna en 1917.

## Estructura
La obra se compone de un prólogo y nueve secciones que incluyen más de 500 recetas agrupadas por tipo sobre caldos, sopas, potajes, migas, tortillas o fritos.  Entre las distintas recetas se encuentran algunas que pertenecen a otros libros de cocina muy conocidos de la época como El Practicón o La cocina práctica y de cocineros de prestigio, como Melquíades Brizuela o Baltasar del Alcázar.

## Relación con el feminismo
La autora deja varias notas relacionadas con el feminismo en el prólogo como por ejemplo:

Tiempo ha fundé esta Biblioteca de la Mujer aspirando á reunir en ella lo más saliente de lo que en Europa aparecía, sobre cuestión tan de actualidad como el feminismo. Suponía yo que en España pudiera quizás interesar este problema, cuando menos, á una ilustrada minoría. No tardé en darme cuenta de que no era así.

Además, cuestiona la idea de que la cocina sea un asunto exclusivamente femenino, mencionando la existencia de un gran número de cocineros de reconocido prestigio.

## Real Academia Española
La autora intentó acceder a la Real Academia Española en tres ocasiones (1889, 1892 y 1912), siendo rechazada en todas ellas. En su último intento, y a pesar del apoyo de grandes intelectuales, la academia rechazó su candidatura alegando un defecto de forma. De esta forma, en el texto podemos encontrar algunas referencias a esta institución, en concreto, al Diccionario de la Real Academia identificando deficiencias y realizando críticas:

El deficientísimo diccionario de la Academia no trae la palabra «burete», y tampoco la encuentro en otros diccionarios más completos que el de la Academia y muy superiores a él.